# Килоџул по молу
KJ/mol
Килоџул по молу - јединица енергије фазне промене. На пример топлота топљења и топлота испаравања.
Пошто је у хемији честа употреба јединице мол и Килоџул по молу се користи.
Килоџул по молу се састоји од две СИ јединице: Џула и мола